# Darura
Darura är ett arabiskt begrepp som betyder att nöden upphäver lag. 
Exempel; för muslimer är det en förbjuden (haram) handling att äta svinkött. Förbudet kan upphävas om det inte finns något annat att äta, som till exempel vid svält, vilket innebär att de regler och lagar som gäller ogiltigförklaras.